# Península de Otago
A península de Otago é uma extensão peninsular de relevo muito irregular que forma a parte mais a oriente de Dunedin, na Nova Zelândia. De origem vulcânica, é uma das barreiras de uma cratera formada por colapso que atualmente constitui o Porto de Otago. A península estende-se a para oriente do Porto de Otago Harbour, dispondo-se de forma paralela à zona continental por 30 km. A sua máxima largura é de 12 km. Está unida à área continental no extremo sudoeste por um istmo estreito com pouco mais que um quilómetro de largura. 
Os subúrbios de Dunedin encaixam na extremidade ocidental da península, mas a maior parte da extensão peninsular é povoada apenas de forma esparsa e ocupada por pastagens junto a zonas escarpadas. A península serve de habitat a muitas espécies selvagens, principalmente aves marinhas, pelo que o ecoturismo tem-se tornado cada vez mais uma parte importante da sua economia.

## Geografia
A península foi formada ao mesmo tempo que os montes que ficam à sua frente, através do porto, como parte da parede da cratera de um grande vulcão, há muito extinto. Muitos dos cumes da península, principalmente o chamado Harbour Cone (porto cónico), denotam claramente as origens vulcânicas desta formação, há cerca de 13 a 10 milhões de anos.
Grande parte da península é composta por zonas escarpadas, com os pontos mais altos no Monte Charles (408 m), Harbour Cone, e Sandymount. Duas pequenas baías sujeitas à acção das marés dominam a costa do Pacífico: a Hoopers Inlet e a Papanui Inlet. Entre elas situa-se o Cabo Saunders. Entre os pontos de interesse naturais próximos deste local contam-se os penhascos de cerca de 250 metros de alturas designados como Lovers' Leap (o salto dos amantes) e The Chasm (o precipício).
À entrada do Porto de Otago, a península sobe até Taiaroa Head (cume ou "cabeço" Taiaroa), notável pela sua colónia de aves marinhas de albatrozes-reais-setentrionais, a única colónia de albatrozes localizada em território continental habitado. O centro de observação da colónia de albatrozes é uma das principais atrações ecoturísticas da região, onde se pode contar ainda a existência de pinípedes e pinguins-de-olho-amarelo. A maior parte da península é terreno de cultivo em regime de posse alodial (fee simple), tendo havido um aumento no número de propriedades, incluindo os lifestyle blocks ou quintas mantidas por pessoas cujos rendimentos não estão dependentes da actividade rural. Alguns sítios importantes pela sua biodiversidade, como Taiaroa Head são mantidos como santuários da vida selvagem. Muitas espécies de aves marinhas e aves costeiras podem ser encontradas junto às baías sujeitas a marés, como colhereiros, caradídeos e garças.

Panorama a partir de Victory Beach, na Península de Otago.